# Raues Lieschgras
Raues Lieschgras (Phleum paniculatum), auch Rispen-Lieschgras genannt, ist eine Pflanzenart aus der Gattung Lieschgräser (Phleum) und damit der  Familie der Süßgräser (Poaceae).

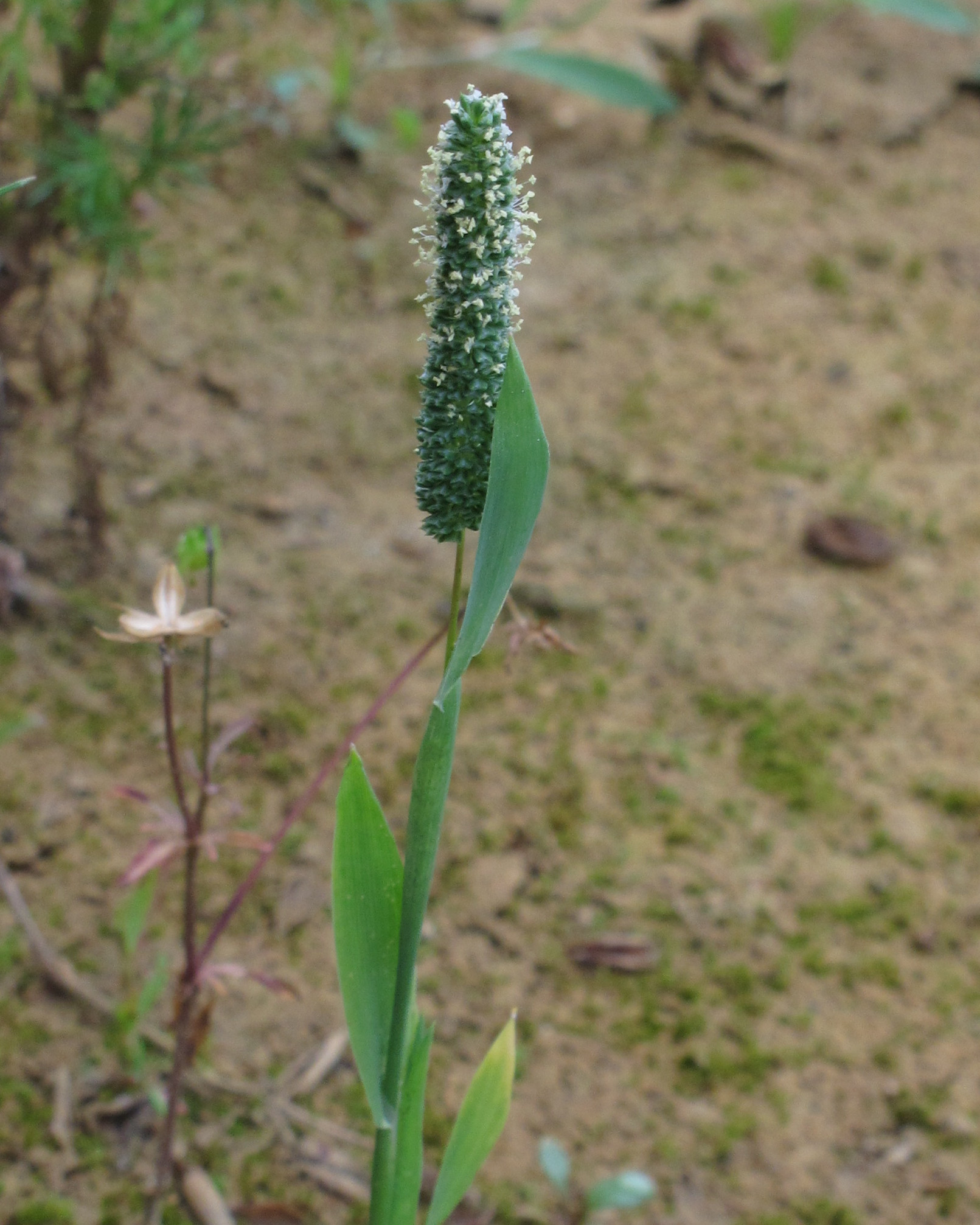
Raues Lieschgras in Blüte

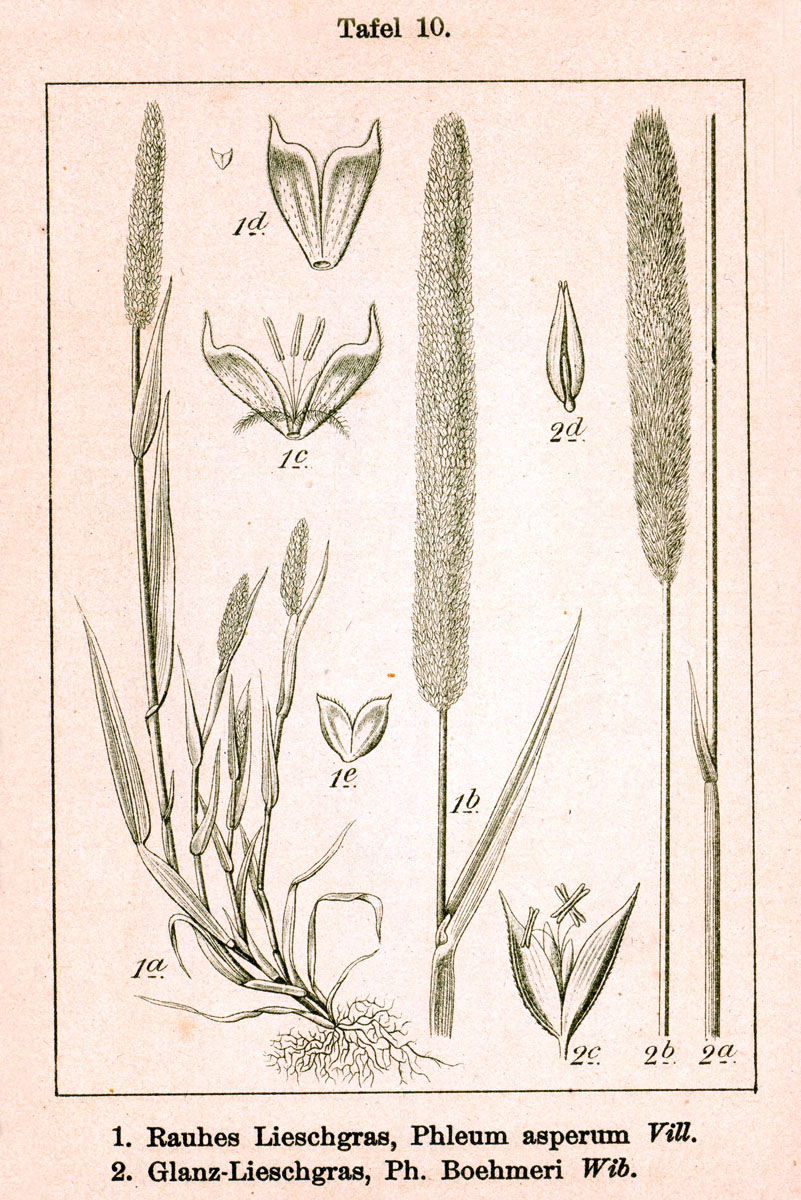
Illustration des Rauen Lieschgrases (Phleum paniculatum, Syn.: Phleum asperum), Fig.1, links. Fig.2 stellt das Steppen-Lieschgras (Phleum phleoides) dar.

## Beschreibung
Das Raue Lieschgras ist ein einjähriges Gras, das in Büscheln wächst und dessen Halme aufrecht oder gekniet aufsteigend sind und 6–40 Zentimeter hoch werden können. Die Sprosse sind meist am Grunde verzweigt, die Halme tragen 3–6 Knoten. Das oberste Halmglied nimmt etwa die Hälfte der Halmlänge ein. Die Knoten sind kahl. Die Blattscheiden sind gerieft und rau, die oberste ist etwas aufgeblasen. Das Blatthäutchen ist ein 1,5–3 Millimeter langer, zugespitzter oder abgerundeter, häutiger Saum. Die Blattspreiten sind 4–15 Zentimeter lang und 3–8 Millimeter breit, über den Rippen rau und an den Rändern stachelhaarig. Die Blütenrispe ist dicht, walzenförmig, 3–10 Zentimeter lang und 4–6 Millimeter breit und beim Umbiegen lappig. Die Ährchen sind einblütig und (einschließlich der Grannen) 2–2,6 Millimeter lang. Die Hüllspelzen sind dreinervig, nach oben keilförmig verbreitert, am oberen Ende abgeschnitten und plötzlich in eine 0,3–0,6 Millimeter lange Granne zusammengezogen. Die Deckspelze ist fünfnervig, 1,2–1,4 Millimeter lang und am oberen Ende abgerundet. Die Vorspelze ist zweinervig. Die Staubbeutel sind 0,4–0,6 Millimeter lang.
Die Blütezeit ist Mai bis Juli.
Die Chromosomenzahl ist 2n = 28.

## Verbreitung
Das Verbreitungsgebiet des Rispen-Lieschgrases reicht von Mittel- und Südeuropa bis Japan. In Europa hat die Art Vorkommen in Spanien, Frankreich, Deutschland, Österreich, Schweiz, Italien, Ungarn, Slowenien, Kroatien, Bosnien-Herzegowina, Kosovo, Montenegro, Albanien, Griechenland, Türkei, Bulgarien, Rumänien, Moldau, Estland und auf der Krim. In Tschechien kommt sie nur unbeständig vor. Auch in Deutschland kommt die Art meist unbeständig vor. In den Alpen steigt die Art im Kanton Wallis bei Salvan bis etwa 900 Meter Meereshöhe auf.

## Ökologie
Das Rispen-Lieschgras wächst in Mitteleuropa in Unkrautgesellschaften der tieferen Lagen, an Wegen, Weinbergen und Äckern, auch auf Mauerkronen auf sommerwarmen, mäßig trockenen, nährstoffreichen und basenreichen, humusarmen, mild-neutralen, leichten, meist sandigen Lehmböden.  Es ist eine Art der Klasse Chenopodietea, kommt aber auch in Gesellschaften der Klasse Secalietea vor.
Die ökologischen Zeigerwerte nach Landolt et al. 2010 sind in der Schweiz: Feuchtezahl F = 1+ (trocken), Lichtzahl L = 4 (hell), Reaktionszahl R = 3 (schwach sauer bis neutral), Temperaturzahl T = 5 (sehr warm-kollin), Nährstoffzahl N = 3 (mäßig nährstoffarm bis mäßig nährstoffreich), Kontinentalitätszahl K = 5 (kontinental).

## Taxonomie und Systematik
Das Rispen-Lieschgras wurde 1762 von William Hudson in Flora Anglica; exhibens Plantas per Regnum Angliae sponte crescentes ..., S. 23 erstbeschrieben. Synonyme für Phleum paniculatum Huds. sind Phleum asperum Jacq., Phalaris paniculata (Huds.) Aiton, Chilochloa paniculata (Huds.) P.Beauv. und Phleum viride All.
Man kann 2 Unterarten unterscheiden:
- Phleum paniculatum subsp. ciliatum (Boiss.) Doğan: Sie kommt in Europa auf der Krim und im Kaukasusgebiet vor.[3]
- Phleum paniculatum Huds. subsp. paniculatum.[3]

## Naturschutz
Nach der Roten Liste Deutschlands ist die Art stark gefährdet. In der Schweiz zählt sie zu den gefährdeten Arten. In Österreich gilt die Art als eingebürgerter Neophyt.